# Lau Nai-keung

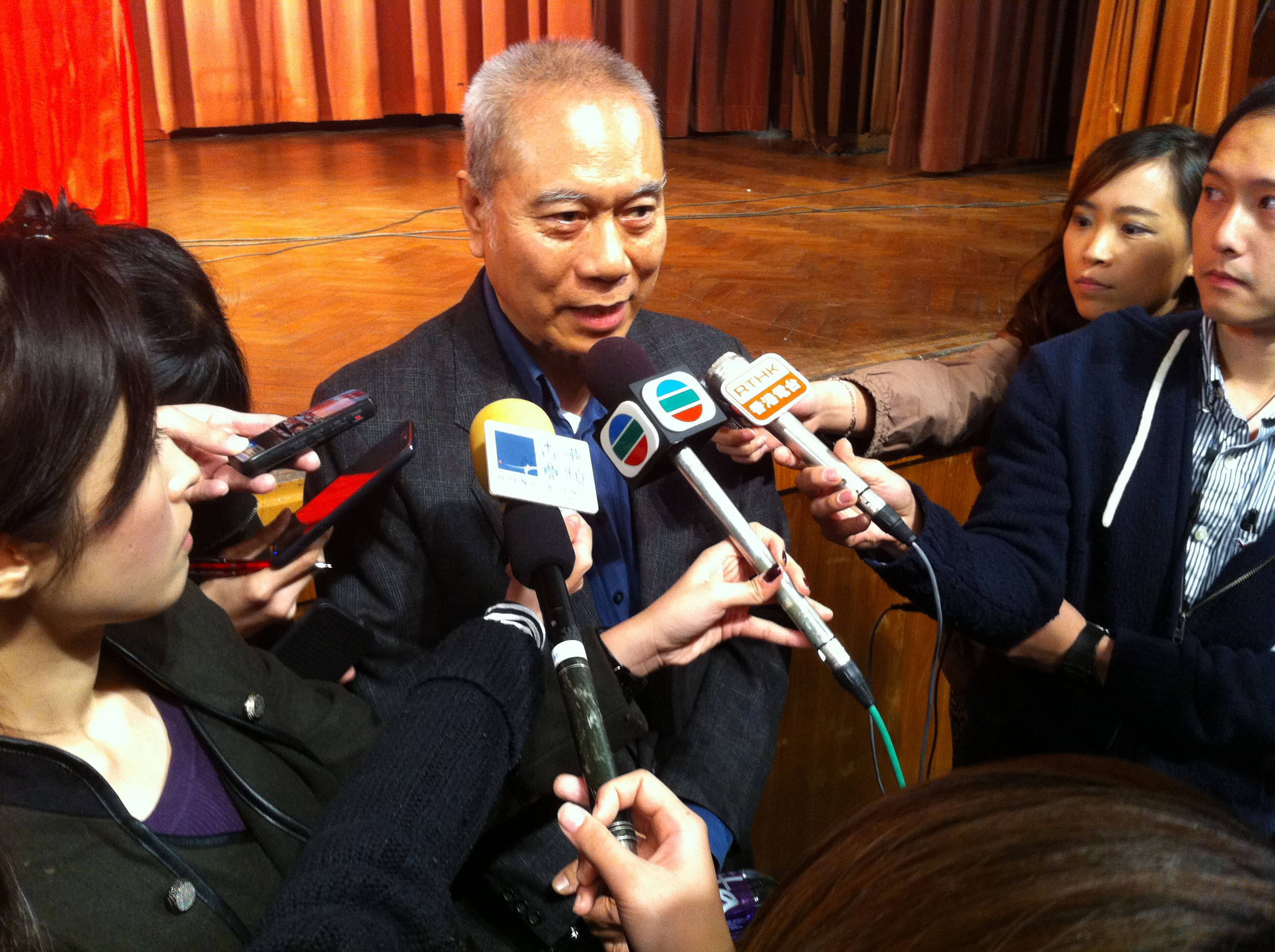
Lau falando em um evento Voice of Loving Hong Kong em 2013.

Lau Nai-keung SBS (chinês tradicional: 劉迺強, Setembro de 1947 – 21 de novembro de 2018) foi um acadêmico, empresário e político de Hong Kong. Ele ocupou vários cargos no governo da Região Administrativa Especial de Hong Kong e em várias universidades e empresas. Lau defendeu uma maior integração política e econômica entre a RAE de Hong Kong e a China continental.
Ele era o presidente da Long View Cultural Services Limited, pesquisador da Hong Kong Polytechnic University, um membro do Comitê Consultivo de Lei Básica e a Comissão de Desenvolvimento Estratégico, bem como professor visitante na Universidade de Jinan e na Escola de Administração de Empresas de Pequim.
Ele escreveu muitos artigos para o South China Morning Post, China Daily, e outras publicações que promovem maior integração econômica e governamental entre a Região Administrativa Especial de Hong Kong e a República Popular da China.

## Biografia
Lau recebeu um diploma de Bacharel em Ciências Sociais em Economia pela Universidade de Hong Kong em 1970. Ele trabalhou como tutor no departamento de estatística da universidade e como economista na Hong Kong Export Credit Insurance Corporation, entre outros negócios.
Lau foi um membro da Conferência de Consulta Política do Povo Chinês de 1987 a 2007, onde esteve no Comitê de População, Recursos e Estudos Ambientais, e ocupou vários outros postos no governo da RAE.